# Più bella cosa
Più bella cosa è un singolo del cantautore italiano Eros Ramazzotti, pubblicato nel febbraio 1996 come primo estratto dal settimo album in studio Dove c'è musica.

## Descrizione
Il brano, scritto insieme a Claudio Guidetti per la musica e Adelio Cogliati per il testo, è dedicato a Michelle Hunziker (che appare nel video), all'epoca fidanzata di Ramazzotti. Pochi mesi dopo la pubblicazione del singolo, il 5 dicembre 1996, nacque Aurora, la figlia della coppia. Ramazzotti avrebbe poi pubblicato anche la canzone L'aurora, dedicata alla figlia, nel febbraio 1997. Ramazzotti e Hunziker si sposarono nel 1998 e divorziarono nel 2009.
Ramazzotti ha eseguito il brano pubblicamente durante il Festivalbar nell'estate del 1996 (di cui la canzone divenne la sigla). Singolo e album hanno vinto rispettivamente i premi "Best Song" e "Best Album". Nel 1997 la canzone ha anche vinto gli MTV Europe Gold Awards. Come da tradizione per altri successi di Ramazzotti, anche per "Più bella cosa" è stata realizzata una versione in spagnolo dal titolo "La cosa más bella", destinata a Spagna, America Latina e mercati latini degli Stati Uniti e inclusa nella versione in lingua spagnola dell'album "Dove c'è musica", intitolato "Donde hay música".

## Classifiche

### Classifiche settimanali
| Classifica (1996) | Posizione massima |
| ----------------- | ----------------- |
| Austria           | 9                 |
| Belgio (Fiandre)  | 23                |
| Belgio (Vallonia) | 5                 |
| Francia           | 8                 |
| Germania          | 17                |
| Italia            | 1                 |
| Islanda           | 17                |
| Paesi Bassi       | 23                |
| Spagna            | 1                 |
| Svezia            | 22                |
| Svizzera          | 6                 |

### Classifiche di fine anno
| Classifica (1996) | Posizione |
| ----------------- | --------- |
| Austria           | 28        |
| Belgio (Fiandre)  | 55        |
| Belgio (Vallonia) | 23        |
| Europa            | 42        |
| Francia           | 26        |
| Germania          | 46        |
| Italia            | 24        |
| Svizzera          | 11        |

## Formazione
- Eros Ramazzotti – voce
- Paolo Gianolio – basso
- Vinnie Colaiuta – batteria
- Michael Landau – chitarra acustica ed elettrica
- Celso Valli – tastiere e organo Hammond
- Lenny Castro – percussioni
- Alex Brown, Jim Gilstrap, Lynn Davis, Phil Ingram – cori

## Cover
Nel 2010 i Joe Dibrutto incidono la versione lounge del brano (Irma, IRM 680 CD).